# The Fiery Priest
 (janvier 2023).
La mise en forme du texte ne suit pas les recommandations de Wikipédia : il faut le « wikifier ».
Les points d'amélioration suivants sont les cas les plus fréquents. Le détail des points à revoir est peut-être précisé sur la page de discussion.
- Les titres sont pré-formatés par le logiciel. Ils ne sont ni en capitales, ni en gras.
- Le texte ne doit pas être écrit en capitales (les noms de famille non plus), ni en gras, ni en italique, ni en « petit »…
- Le gras n'est utilisé que pour surligner le titre de l'article dans l'introduction, une seule fois.
- L'italique est rarement utilisé : mots en langue étrangère, titres d'œuvres, noms de bateaux, etc.
- Les citations ne sont pas en italique mais en corps de texte normal. Elles sont entourées par des guillemets français : « et ».
- Les listes à puces sont à éviter, des paragraphes rédigés étant largement préférés. Les tableaux sont à réserver à la présentation de données structurées (résultats, etc.).
- Les appels de note de bas de page (petits chiffres en exposant, introduits par l'outil «  Source ») sont à placer entre la fin de phrase et le point final[comme ça].
- Les liens internes (vers d'autres articles de Wikipédia) sont à choisir avec parcimonie. Créez des liens vers des articles approfondissant le sujet. Les termes génériques sans rapport avec le sujet sont à éviter, ainsi que les répétitions de liens vers un même terme.
- Les liens externes sont à placer uniquement dans une section « Liens externes », à la fin de l'article. Ces liens sont à choisir avec parcimonie suivant les règles définies. Si un lien sert de source à l'article, son insertion dans le texte est à faire par les notes de bas de page.
- La présentation des références doit suivre les conventions bibliographiques. Il est recommandé d'utiliser les modèles {{Ouvrage}}, {{Chapitre}}, {{Article}}, {{Lien web}} et/ou {{Bibliographie}}. Le mode d'édition visuel peut mettre en forme automatiquement les références.
- Insérer une infobox (cadre d'informations à droite) n'est pas obligatoire pour parachever la mise en page.

Pour une aide détaillée, merci de consulter Aide:Wikification.
Si vous pensez que ces points ont été résolus, vous pouvez retirer ce bandeau et améliorer la mise en forme d'un autre article.
The Fiery Priest (« Le Prêtre fougueux » ; en coréen : 열혈사제 ; Hanja : 熱血司祭) est une série télévisée sud-coréenne de 2019 mettant en scène Kim Nam-gil, Kim Sung-kyun, Lee Hanee, Go Jun et Keum Sae-rok. C'est le premier drama diffusé sur la tranche horaire des vendredis et samedis de SBS, du 15 février au 20 avril 2019,. La deuxième saison a été diffusée pour la première fois le 8 novembre 2024. Dans le reste du monde, la série est diffusée sur la plateforme Netflix.
Selon Nielsen Korea, The Fiery Priest est la mini-série dramatique la mieux notée parmi celles qui ont été diffusées en 2019 sur une chaîne publique. Le drama a connu un énorme succès et a été l'un des plus populaires de l'année 2019. Kim Nam-gil a remporté de nombreuses récompenses pour son interprétation du père Kim Hae Il, un prêtre catholique ayant de gros problèmes de gestion de la colère.
Ce drama d'action comique comporte par ailleurs des parodies d'autres films et dramas, notamment Mr. Sunshine, Nameless Gangster, Matrix, Reply 1988 ou encore Along With the Gods : Les Deux Mondes.

## Synopsis
À la suite de la mort mystérieuse d'un prêtre âgé, un agent du NIS devenu prêtre (Kim Nam-gil) tente de traduire les coupables en justice. S'ensuit un voyage hilarant pour abattre les gangsters et les fonctionnaires corrompus de la ville. Le voyage n'est pas si facile lorsque le procureur corrompu de la ville (Lee Hanee) refuse de coopérer.

## Casting

### Principal
- Kim Nam-gil comme Kim Hae-il / Michael Kim
  - Moon Woo-jin comme le jeune Hae-il

Un ancien agent du NIS qui a pris sa retraite après un accident survenu lors de sa dernière mission. Il a rencontré le Prêtre Lee et a finalement décidé de prendre la voie du sacerdoce en espérant que ses péchés soient pardonnés. Il était très proche du Père Lee et est donc déterminé à punir ceux qui l'ont tué. Contrairement à un prêtre, c'est une personne colérique qui fait des crises à chaque instant.
- Kim Sung-kyun comme Goo Dae-young

Un détective maladroit et toujours manipulé par son commissaire et ses supérieurs. Autrefois policier dévoué, sa vie a changé après la mort de son ancien partenaire.
- Lee Hanee comme Park Kyung -sun

Un procureur corrompu qui a couvert les crimes des administrateurs de Gudam, dont le chef de la police et le chef de l'arrondissement. Elle apprécie Hae-il pour son beau visage mais se chamaille constamment avec lui.
- Go Jun comme Hwang Cheol-bum

Un homme d'affaires corrompu qui est le demi-frère du chef de l'arrondissement de Gudam. Il dirige Daebum Trading et y fait du commerce illégal. Autrefois classé deuxième gangster de Yeosu, il utilise souvent la violence pour atteindre ses objectifs.
- Keum Sae-rok comme Seo Seung -ah

Le chef de l'arrondissement de Gudam et la demi-soeur de Hwang Cheol-bum.
- Kim Hy Mook comme Kang Seok-tae

Procureur en chef de Gudam et patron de Park Kyung-sun.
- Jung In-gi comme Nam Suk-goo

Le commissaire corrompu du poste de police de Gudam et le chef du Rising Sun, une boîte de nuit ayant des liens avec le cartel.
- Han Gi-jung comme Park Won-moo

Une assemblée corrompue représentant Gudam.
- Lire Moon-sik comme Ki Yong-moon

Un escroc et le leader d'un culte religieux "Maegak".
- Kim Won-hae comme Vladimir Gozhaev

Chef du groupe russe.

#### Les gens dans la cathédrale et les croyants
- Jung Dong-hwan comme prêtre Lee Young-joon

Il est considéré comme une figure paternelle par Kim Hae-il et est un homme sage, à la voix douce. Son meurtre a été présenté comme un suicide.
- Jeon Sung-woo comme Han Sung-kyu

Un jeune prêtre gentil à l'église de Gudam. Il a été formé pour occuper le poste du prêtre Lee après sa mort. Son vrai nom est Han Woo-ram, un célèbre enfant acteur qui a joué dans un vieux drame populaire avant de devenir prêtre.
- Baek Ji-won comme Kim In-kyung

Nonne en chef de l'église de Gudam qui s'inquiète constamment de l'audace de Hae-il pour découvrir la vérité. Elle se révèle être une ancienne joueuse bien connue, surnommée Renard à dix queues, qui se reprochait la mort de son frère.
- Ahn Chang-hwan comme Song Sac

Un jeune homme de Thaïlande qui est venu à Gudam et travaille comme livreur pour soutenir sa famille. Il était souvent malmené par Jang-ryeong parce qu'il était étranger et meilleur ami de Oh Yo-han.
- Go Kyu-pil comme Oh Yo-han

Un travailleur à temps partiel joyeux et joufflu, diplômé en astronomie, qui a du mal à gagner sa vie. Il a fait beaucoup de travail à temps partiel et est le meilleur ami de Song Sac.
- Yoon Joo-hee comme Bae Hee-jung

Un psychiatre.

#### Personnes au poste de police
- Shin Dam-soo comme Lee Myung-soo
- Jeon Jeong-gwan comme Heo Lig-gu
- Ji Chan comme Na Dae-gil
- Kim Kwan-mo comme Kim Kyung-ryul

#### Autres
- Kim Min-jae comme Lee Jung-gwon

Ancien agent du NIS et chef d'équipe de Hae-il.
- Lee Je-yeon dans le rôle de Kim Hoon-suk
- Eum Moon-suk comme Jang-ryong
- Kim Joon-ha comme enfant de chœur
- Lim Seung-min comme enfant de chœur
- Ok Ye-rin comme Lim Ji-eun
- Young Ye-na dans le rôle de Hyun-joo
- Jo Ah-in comme Eun-ji
- Choi Kwang-je comme Anton
- Jung Jae-kwang dans le rôle de Kim Keon-yong
- Jeon Eun-mi en tant que personnel de Wangmat Foods
- Heo Jae-ho comme Gi Hong-chan

Président de Great Taste Foods et cousin de Yong-moon.
- Kang Un en tant que directeur de Wangmat Foods
- Lee Gyu-ho comme Choco

Un grand chef cuisinier qui travaille à "Great Taste Foods" et qui fait office de gros bras. Malgré sa taille imposante, il est facilement assommé par Hae-il mais réapparaît plus tard comme renfort.
- Cha Chung Hwa comme Ahn Dul-ja
- Yoo Kyung-ah comme nourrice religieuse
- Song Young-hak comme ancien détective

### Apparitions spéciales
- Lee Young-bum comme père Kang Matthew (Ep. 1-2)
- Lee Ki-young comme Oh Jung-kook (Ep. 6, 33–34
- Hwang Bum-shik comme le père de Kyung-sun (Ep. 16)
- Jung Shi-ah comme croyant maegakkyo (Ep. 19)
- Kim J-goo comme Kim J-chul
- Yoo Seung -mok comme Oh Kwang-du (Ep. 30–31
- Jang Ye-won comme journaliste
- Kwon Hyeok-soo en tant que Président de la République de Corée[4]
- Kim Hong-fa comme Lee Seok-yoon (Ep. 40)
- Byun Joo-eun comme Kim Geom-sa
- Park Eun-kyung comme journaliste
- Kim Won-gi en tant que procureur
- Bang Jun-ho en tant que gestionnaire de planification

## Production
La première lecture du scénario a eu lieu le 26 octobre 2018 au centre de production SBS Ilsan à Tanhyun, en Corée du Sud.
The Fiery Priest devait d'abord être diffusé comme un drama du lundi au mardi, après My Strange Hero, mais SBS ayant décidé de supprimer le créneau horaire réservé aux dramatiques du week-end (samedi soir à 21 h 05 KST) après Fates & Furies, il est devenu le premier drama du vendredi au samedi soir de la chaîne. Haechi a alors été choisi pour suivre My Strange Hero.
Cette série marque le dernier projet de Lee Myung-woo pour SBS, après 12 ans de partenariat. En octobre 2019, il est passé chez Taewon Entertainment.

## Audience
| Ep. | Date d'émission initiale | Titre                                                   | Part d’audience moyenne | Part d’audience moyenne | Part d’audience moyenne |
| Ep. | Date d'émission initiale | Titre                                                   | AGB Nielsen             | AGB Nielsen             | TNmS                    |
| Ep. | Date d'émission initiale | Titre                                                   | Au niveau national      | Séoul                   | Au niveau national      |
| --- | ------------------------ | ------------------------------------------------------- | ----------------------- | ----------------------- | ----------------------- |
| 1 | 15 février 2019          | Un prêtre en difficulté                                 | 10,4 % (9e)             | 11,6 % (7e)             | 9,3 %                   |
| 2 | 15 février 2019          | Se rendre à Gudam                                       | 13,8% ((4th))           | 15,6% ((3rd))           | 11,9%                   |
| 3 | 16 février 2019          | Hae-il rencontre Cheol-bum                              | 8.6% (14th)             | 9.5% (12th)             | 7.4%                    |
| 4 | 16 février 2019          | Décès du Père Lee                                       | 11,2 % (9e)             | 12,6 % (9e)             | 9,1 %                   |
| 5 | 22 février 2019          | Hae-il enquête sur la mort du père Lee                  | 12,8 % ((5th))          | 14,7 % (3er)            | 11,0%                   |
| 6 | 22 février 2019          | L'affaire est close                                     | 16,2% ((2nd))           | 18,5 % (1st)            | 13,3%                   |
| 7 | 23 février 2019          | L’église se désole                                      | 13,0 % (4e)             | 14,8 % (4e)             | 11,1 %                  |
| 8 | 23 février 2019          | Une recherche coopérative                               | 15,7% ((3rd))           | 18,0% (3er)             | 13,4 %                  |
| 9 | 1 mars 2019              | Ouverture de l’enquête coopérative                      | 14,0 % (4e)             | 15,9% ((3rd))           | 11,9%                   |
| 10 | 1 mars 2019              | Hae-il enquête par lui-même                             | 17,2% ((2nd))           | 19,5 % (1st)            | 14,3 %                  |
| 11 | 2 mars 2019              | Hae-il et Seung-ah trouvent les témoins                 | 13,1 % (4e)             | 15,0% ((4th))           | 10,4 %                  |
| 12 | 2 mars 2019              | L'ancien partenaire de Dae-young                        | 16,0% (3er)             | 18,2 % (3er)            | 12,8 %                  |
| 13 | 8 mars 2019              | Kyeong-seon rencontre Dong-ja                           | 15,3% ((4th))           | 17,1% ((3rd))           | 11,9%                   |
| 14 | 8 mars 2019              | La société de services alimentaires corrompus           | 17,7% ((2nd))           | 19,7 % (1st)            | 14,2 %                  |
| 15 | 9 mars 2019              | Dompter un chien de combat                              | 12,5 % ((5th))          | 14,6 % (4e)             | 10,8 %                  |
| 16 | 9 mars 2019              | Produits alimentaires Raid Wangmat                      | 16,1% ((3rd))           | 18,3 % (3er)            | 13,7%                   |
| 17 | 15 mars 2019             | Hae-il rapporte l'affaire de corruption                 | 15,4% ((4th))           | 17,4 % (3er)            | 11,5 %                  |
| 18 | 15 mars 2019             | Le retour de Kyeong-seon                                | 17,5% ((2nd))           | 19,5 % ((2nd))          | 13,7%                   |
| 19 | 16 mars 2019             | Une nouvelle piste se présente                          | 14,2 % (4e)             | 15,7% ((4th))           | 12,0%                   |
| 20 | 16 mars 2019             | Une infiltration secrète                                | 18,1% ((3rd))           | 20,3 % (3er)            | 14,3 %                  |
| 21 | 22 mars 2019             | S'échapper de la villa                                  | 14,6 % (3er)            | 16,5 % (3er)            | 12,3 %                  |
| 22 | 22 mars 2019             | Le sauver                                               | 17,2% ((2nd))           | 19,0% (1st)             | 14,9 %                  |
| 23 | 23 mars 2019             | Le passé de Hae-il se révèle                            | 14,8 % (4e)             | 16,7% ((4th))           | 12,6 %                  |
| 24 | 23 mars 2019             | Hae-il sauve Kyeong-seon                                | 17,9 % (3e)             | 19,6% (3er)             | 15,5 %                  |
| 25 | 29 mars 2019             | Intrusion dans la maison de Kyeong-seon                 | 15,3 % (3er)            | 17,4 % (3er)            | 11,9%                   |
| 26 | 29 mars 2019             | Kyeong-seon coopère avec Hae-il                         | 18,5% ((2nd))           | 20,9 % (1st)            | 14,6 %                  |
| 27 | 30 mars 2019             | Hae-il et Kyeong-seon élaborant un plan                 | 15,6% ((4th))           | 17,4% ((4th))           | 14,0%                   |
| 28 | 30 mars 2019             | Kyeong-seon et Seung-ah entrent dans la tanière d'Anton | 18,2 % (3er)            | 19,8 % (3er)            | 16,1 %                  |
| 29 | 5 avril 2019             | Plan pour trouver le propriétaire de Rising Moon        | 15,5% ((3rd))           | 17,7 % (3er)            | 13,0%                   |
| 30 | 5 avril 2019             | Le secret de sœur Kim                                   | 19,8% ((2nd))           | 22,2 % (1st)            | 16,9 %                  |
| 31 | 6 avril 2019             | Laissez-moi vous enseigner une leçon                    | 17,7% ((4th))           | 19,9 % (4a)             | 15,7%                   |
| 32 | 6 avril 2019             | Père Kim, partez en Argentine                           | 19,4% ((3rd))           | 21,6% ((2nd))           | 17,3 %                  |
| 33 | 12 avril 2019            | Un plan pour se faufiler dans le coffre-fort            | 16,2 % (3er)            | 18,6 % (3er)            | NC                      |
| 34 | 12 avril 2019            | Le coffre-fort et les personnes qui y sont enfermées    | 20,3 % (1st)            | 22,8 % (1st)            | NC                      |
| 35 | 13 avril 2019            | Cheol-bum demande à Hae-il de coopérer                  | 17,2% ((4th))           | 18,9% ((4th))           | NC                      |
| 36 | 13 avril 2019            | Père Han essaie de convaincre Dong-ja                   | 20,0% (3er)             | 22,1% ((2nd))           | NC                      |
| 37 | 19 avril 2019            | Le père Han dans un état critique                       | 16,7% ((3rd))           | 18,4% ((2nd))           | 14,6 %                  |
| 38 | 19 avril 2019            | La Vérité sur la Mort du Père Lee                       | 20,3 % (1st)            | 22,2 % (1st)            | 18,1 %                  |
| 39 | 20 avril 2019            | Confrontation                                           | 18,6% ((4th))           | 21,1 % (4e)             | 15,9 %                  |
| 40 | 20 avril 2019            | Visite inattendue                                       | 22.0% (3rd)             | 24.7% (1st)             | 18.5%                   |
| Moyenne | Moyenne                  | Moyenne                                                 | 16.1%                   | 18.1%                   | —                       |
| - Dans le tableau ci-dessus, les chiffres bleus représentent les notes les plus basses et les chiffres rouges représentent les notes les plus élevées. - N/A indique que la note n'est pas connue. |                          |                                                         |                         |                         |                         |

## Prix et nominations
| Année | Prix                                          | Catégorie                                                           | Destinataire            | Résultat   | Réf.   |
| ----- | --------------------------------------------- | ------------------------------------------------------------------- | ----------------------- | ---------- | ------ |
| 2019  | 55th Baeksang Arts Awards                     | Meilleur acteur                                                     | Kim Nam-gil             | Nomination | [ 10 ] |
| 2019  | Festival international du film de Busan       | Meilleur acteur                                                     | Kim Nam-gil             | Lauréat    |        |
| 2019  | Prix de l'Association coréenne des diffuseurs | Meilleur acteur                                                     | Kim Nam-gil             | Lauréat    |        |
| 2019  | 14th Seoul International Drama Awards         | Excellent drame coréen                                              | Le Prêtre Ardent        | Lauréat    | [ 11 ] |
| 2019  | 14th Seoul International Drama Awards         | Meilleur acteur                                                     | Kim Nam-gil             | Lauréat    | [ 11 ] |
| 2019  | 12th Korea Drama Awards                       | Meilleur drama                                                      | Le Prêtre Ardent        | Nomination | [ 12 ] |
| 2019  | 12th Korea Drama Awards                       | Meilleur scénario                                                   | Park Jae-bum            | Nomination | [ 12 ] |
| 2019  | 12th Korea Drama Awards                       | Prix Star de l'Année                                                | Go Jun                  | Lauréat    | [ 12 ] |
| 2019  | 12th Korea Drama Awards                       | Prix du personnage populaire (masculin)                             | Ahn Chang-hwan          | Lauréat    | [ 12 ] |
| 2019  | 32nd Grimae Awards                            | Meilleur acteur                                                     | Kim Nam-gil             | Lauréat    | [ 13 ] |
| 2019  | 32nd Grimae Awards                            | Meilleure image (Drama)                                             | Yoon - jeune, Park J-ki | Lauréat    | [ 13 ] |
| 2019  | Prix SBS Drama                                | Grand Prix (Daesang)                                                | Kim Nam-gil             | Lauréat    | [ 14 ] |
| 2019  | Prix SBS Drama                                | Prix d'excellence supérieur, acteur dans un drame de moyenne durée  | Kim Nam-gil             | Nomination | [ 14 ] |
| 2019  | Prix SBS Drama                                | Prix d'excellence supérieur, actrice dans un drame de moyenne durée | Lee Hanee               | Lauréat    | [ 14 ] |
| 2019  | Prix SBS Drama                                | Prix d'excellence, acteur dans un drame de moyenne durée            | Kim - Kyun              | Lauréat    | [ 14 ] |
| 2019  | Prix SBS Drama                                | Meilleure équipe de soutien                                         | Le Prêtre Ardent        | Lauréat    | [ 14 ] |
| 2019  | Prix SBS Drama                                | Meilleur acteur dans un second rôle                                 | Go Jun                  | Lauréat    | [ 14 ] |
| 2019  | Prix SBS Drama                                | Prix Wayve                                                          | Le Prêtre Ardent        | Lauréat    | [ 14 ] |
| 2019  | Prix SBS Drama                                | Prix du producteur                                                  | Kim Nam-gil             | Nomination | [ 14 ] |
| 2019  | Prix SBS Drama                                | Meilleur nouvel acteur                                              | Eum Mon-suk             | Lauréat    | [ 14 ] |
| 2019  | Prix SBS Drama                                | Meilleure nouvelle actrice                                          | Keum Sae-rok            | Lauréat    | [ 14 ] |